# Tocopilla
Tocopilla est une ville et une commune du Chili située dans la région d'Antofagasta. C'est la capitale de la province de Tocopilla et elle se trouve à équidistance des villes d' Antofagasta et d'Iquique, dans le Norte Grande, le « Grand Nord » chilien. Sa population est de 23 986 habitants (sur les 31 516 que compte la province). Tocopilla se trouve à proximité d'une importante faille, le ravin de Barriles, à partir duquel on passe d'une altitude d'environ 2 000 m au port de Puerto de Tocopilla, sur le littoral.

## Histoire
Durant le premier millénaire de notre ère, le site de Tocopilla a fait partie de l'aire de développement de la civilisation précolombienne Tiwanaku, puis de la zone sud, appelée Qolla Suyu (« quartier du midi ») du Tawantin Suyu (« règne des quatre quartiers » ou empire Inca). À l'époque, tocopilla signifie « grand ravin » en aymara, par allusion au ravin de Barriles. Les lieux étaient habités par le peuple Likanantay qui exploitait dans la région le cuivre, le guano et le sel. Après la conquête espagnole du Pérou en 1572, Tocopilla est rattachée à la vice-royauté du Pérou. À la fin du XVIIe siècle, le gouverneur espagnol Ambrosio O'Higgins (en) (1788-1796), poste des troupes sur la côte afin d'empêcher d'éventuels débarquements de corsaires anglais.
Bolivienne depuis l'indépendance en 1824, Tocopilla est fondée comme ville en 1843 par le français Dominique Latrille Loustauneau (es), qui y installa une petite fonderie de cuivre, la Sociedad Mineralógica de Tocopilla ; on y exploita également le guano de Punta Paquica et sa baie servait de port pour embarquer le guano et le cuivre. En 1870, les premières exportations de salpêtre y furent réalisées à partir du canton de Toco et, en 1871, Tocopilla fut nommée Puerto Menor par la Bolivie. En 1877, l'ingénieur Dominique Latrille traça pour le compte des autorités boliviennes les plans du le port de Cobija. Tocopilla et la province qui l'entoure devinrent chiliennes à l'issue de la Guerre du Pacifique (1879-1884).

## Économie

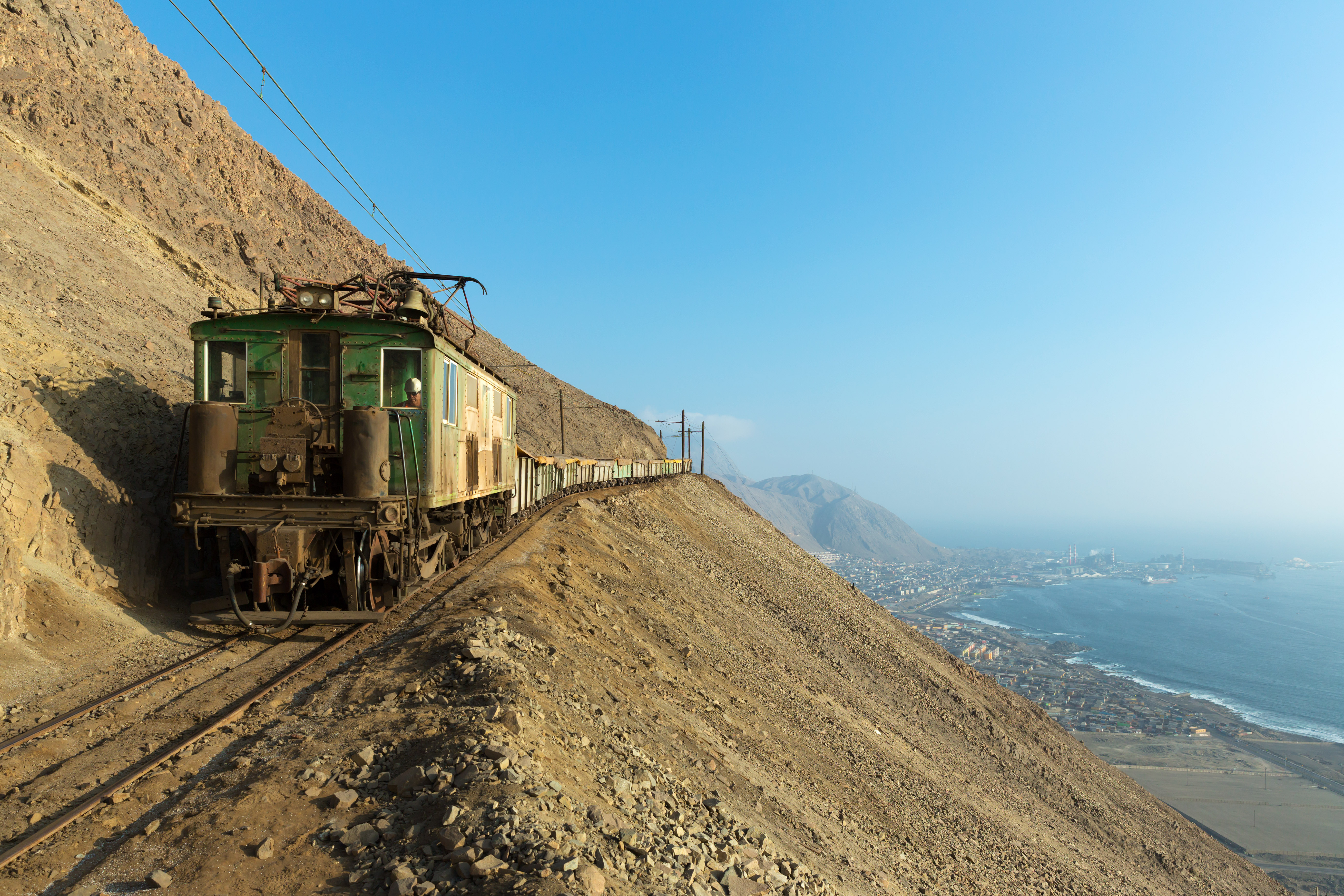
Une locomotive électrique Boxcab GE 289A de la Sociedad Química y Minera de Chile tractant un train de marchandises au-dessus de Tocopilla, descendant vers l'épingle à cheveux Reverso.

Tocopilla est la tête de la ligne de chemin de fer exploitée par la Sociedad Química y Minera de Chile, transportant du lithium depuis Maria Elena.

## Personnalités liées à la ville
- Ana González de Recabarren, militante chilienne pour les droits de l'homme, née à Toco en 1925
- Alejandro Jodorowsky, poète, romancier, comédien et réalisateur chilien est né à Tocopilla en 1929.
- Alexis Sánchez, footballeur, est également né à Tocopilla en 1988 ; une des rues de la ville porte son nom[5].

Position de Tocopilla(en rouge) au sein de la Région d'Antofagasta.